# Szattva
A szattva (szanszkrit: सत्त्व, nyugati átírás: sattva) az ind filozófiában az anyag (prakriti) három tulajdonságának (guna) egyike, azon belül a szánkhja filozófiai rendszerében.
A három minőségi tulajdonság vagy sajátosság: szattva, radzsasz, tamasz.
A gunák különböző mértékben minden dologban jelen vannak, kivéve a tiszta tudatosságot (purusa). A három sajátosság más és más arányú
keveredésben van jelen, s ez határtalanul variálódik. A legmagasabb minőségi sajátosságot az jelenti, ahol a szattva jut teljes túlsúlyra, a legalacsonyabbat pedig az, ahol a tamasz a legnagyobb mértékben dominál. 
A prakritiben akkor tud elindulni a teremtő folyamat, ha a szattva túlsúlyban van a többi gunával szemben. A szattván keresztül tükröződik legpontosabban a purusa a prakritiben. 

## Az élőlények
Az emberben is megvan a minőségi fejlődés legnagyobb, legtágabb lehetősége. A legalacsonyabb fokon sok tekintetben még kevéssel emelkedik az állati
létforma fölé, s ebből a szempontból, ha a minőségi értékélést vesszük alapul, a döntő különbség állat és ember közt nem annyira a tudatosságban és az értelmi képességben rejlik, mint a három guna keveredési arányában. Az az emberi fokozat, amelyben a radzsasz van túlsúlyban, csak kevéssel emelkedik az állat értékfokozata fölé. Hogy egyáltalán fölébe emelkedik, azt a szattva előtérbe lépése okolja meg, mert az emberi fokon ez többé-kevésbé
jelentősen a radzsasz fölé kerekedhet. A szattvának ebben a lehetőségében áll a nagy különbség állat és ember közt. Amilyen mértékben finomul az emberben az öntudat, amilyen mértékben átdereng rajta az Önvalóból áradó fény, olyan mértékben jut túlsúlyra az egész emberi alkatban a szattva.
A szattva az egyéni lélekben az intelligencián, a tisztaságon, a vidámságon keresztül nyilvánul meg.  

## Anyagvilág
Az anyagi világban a szattva az élénkség, világosság formájában jelenik meg: ragyogó színekben, a levegőben, könnyű ételekben stb.

## Táplálkozás
Minden táplálék besorolható valamelyik (guna) kategóriába, és az önújító étrend-alakítás célja az, hogy olyan ételféleségekből álljon az egyén étrendje, amelyek a szattvikus (könnyű, tiszta) elemet hordozzák magukban. Ide sorolhatók azok az ételek, amelyek "tisztán tartják" a testet és fokozzák a vitalitást. A radzsasz kategóriába tartoznak a halféleségek, a hús, a tojás, a só. Tamaszikus például az alkohol.
A Bhagavad-Gítá megállapítja, hogy "Azok az eledelek, amelyek gyarapítják az életerőt, az energiát, egészséget, örömöt és jókedélyt, amelyek ízletesek, szelídek, tartalmasak és kellemesek, azok a tiszták kedvelt ételei. A szenvedélyesek a keserű, savanyú, sós, forró, csípős, száraz és égető eledeleket kívánják, amelyek fájdalmat, bánatot és betegséget idéznek elő. Ami állott, ízetlen, rothadt, poshadt, hulladék és tisztátalan, az kedvelt tápláléka a sötétség embereinek"".
A nyers vagy vízben főzött vegetáriánus ételek többnyire szattvikusak.